# Hana Goda
Pour les articles homonymes, voir Goda (homonymie).
Hana Goda (en arabe هنا جودة), née le 12 décembre 2007, est une pongiste égyptienne.

## Biographique
Elle est la fille de deux médecins orthopédistes, le Dr Radwa Azab et le Dr Ayman Goda. Elle est sponsorisée par Red Bull ainsi que par l'équipementier de tennis de table suédois Stiga et joue avec un bois Cybershape.
Goda a commencé sa carrière sportive à l'âge de quatre ans. Elle a fait de la gymnastique pendant un certain temps, puis s'est mise à la natation et au handball. Elle s'y adonne régulièrement pendant un an avant que sa famille et elle ne se décident à pratiquer le tennis de table. Ses parents l'ont inscrite à l'école de tennis de table du Club sportif Al-Ahly (Le Caire). La mère de Goda, le Dr Radwa Azab, se souvient des premiers entraînements de sa fille : "Lorsqu'elle a commencé à s'entraîner, elle était encore très jeune et, bien sûr, elle n'était pas grande. Elle était même plus petite que la table elle-même, si bien que les pieds de la table ont dû être raccourcis pour s'adapter à sa taille". Goda est tombée amoureuse du tennis de table et, après une courte période d'entraînement, son talent pour ce sport a commencé à se manifester. Au niveau national, Goda considère Dina Meshref, multiple championne égyptienne et africaine de tennis de table, comme son modèle. Au niveau international, ses idoles sont Ding Ning et l'entraîneur chinois et manager de l'équipe nationale égyptienne Zhang Shao Lin, qui est l'un des entraîneurs qui a eu le plus d'impact sur les capacités athlétiques de Hana Goda. Hana s'est rendue plusieurs fois en Chine pour des stages d'entraînement, la première fois alors qu'elle n'avait que sept ans.
Elle se distingue par son très bon service et sa vitesse en balles plates.

## Carrière
2015 : elle fait ses débuts sur la scène internationale alors qu'elle a encore sept ans.
2016 :  Elle connaît son premier grand succès en remportant, lors du tournoi open d'Algérie (Junior et Cadet), le titre de championne dans la catégorie des espoirs et en étant finaliste dans la catégorie des cadets.
2017 : Lors de son tournoi préféré en Suède (Swedish Junior and Cadet Open), elle atteint pour la première fois les playoffs dans la catégorie U12. Lors du tournoi en Tunisie (Tunisia Junior and Cadet Open), elle atteint les demi-finales dans la catégorie U12. Et lors du tournoi suivant dans son pays natal (Egypt Junior et Cadet Open), elle a de nouveau remporté le titre dans la catégorie U12.
2018 : Elle a atteint la finale U12 au tournoi d'Oman (Oman Junior and Cadet Open), a réitéré cet exploit en Suède (Swedish junior and Cadet Open), et a remporté le titre dans cette catégorie au tournoi de Tunisie (Tunisia Junior and Cadet Open) en U12. Elle a participé pour la première fois au tournoi ITTF (World Cadet Challenge) à Tottori, au Japon.
2019 : En 2019, au tournoi de Bahreïn (Bahrain Junior et Cadet Open), Hana remporte le titre dans la catégorie U12 en simple et le titre par équipe chez les cadets. Elle est médaillée de bronze en simple chez les cadets et les juniors et en double chez les cadets en Suède (ITTF Junior Circuit, Swedish Junior et Cadet Open). Elle est aussi médaillée de bronze dans la catégorie U12 en simple. Pour la première fois, elle participe au Championnat d'Afrique de la jeunesse à Accra (Ghana) chez les cadets et devient double championne en simple et par équipe. Lors du tournoi ITTF en Thailande (Junior Circuit Golden, Thailand Junior and Cadet Open), elle est finaliste dans la catégorie U12 en simple. Elle a également participé au tournoi international de la Fédération Internationale de Tennis de Table (ITTF World Cadet Challenge) à Wladyslaw, en Pologne, et a terminé 4e en simple dames. À la fin de l'année, elle est titrée championne dans la catégorie junior du tournoi portugais de la Fédération Internationale de Tennis de Table (ITTF, Portugal Junior & Cadet Open).
2020 : En 2020, pour la première fois, elle figure dans la composition annoncée de l'équipe féminine égyptienne pour les championnats du monde par équipes de 2020 en Corée qui, en raison du coronavirus, sera d'abord reporté, puis finalement annulé. Cette année encore, elle est devenue célèbre en Égypte et dans le monde entier lorsqu'elle a défié le célèbre joueur de football Mohamed Salah, joueur anglais de Liverpool, en l'invitant à jouer au tennis de table et qu'un autre Égyptien célèbre a accepté son défi.
2021: En mai 2021, elle est médaillée d'argent au tournoi des Jeunes Etoiles de Tunis (WTT Youth Star Contender Tunis) en simple dans la catégorie des cadets. En juin elle remporte le tournoi des Jeuens Stars d'Otočec en Slovénie (WTT Youth Star Contender Otočec) en simple également chez les cadets. En juillet 2021, elle participe aux Jeux olympiques de 2020 à Tokyo en tant que remplaçante de l'équipe nationale égyptienne. En septembre 2021, elle participe à ses premiers Championnats d'Afrique senior 2021 à Yaoundé, au Cameroun et obtient les 3 médailles d'or, d'argent et de bronze : elle est championne avec l'équipe égyptienne (médaille d'or), finaliste en simple (médaille d'argent) et finit troisième (médaillée de bronze) en double mixte avec Ahmed Saleh. Lors de ce championnat, elle bat la principale favorite de la compétition, l'Égyptienne Dina Meshref, en demi-finale, mais perd contre sa compatriote Mariam Alhodaby en finale. Immédiatement après, elle obtient le titre, dans la catégorie cadet, au tournoi des jeunes stars de Lisbonne (WTT Youth Star Contender Lisbonne) et, un peu plus tard en octobre, elle est finaliste du tournoi des Jeunes Stars de Wladyslaw (WTT Youth Star Contender Wladyslaw) en Pologne. Aux championnats du monde de la jeunesse de 2021 à Vila Nova de Gaia, au Portugal, elle obtient la médaille d'or en double dames avec la Japonaise Miwa Harimoto et la médaille d'argent en simple dans la catégorie des cadets. Toujours en août 2021, en Jordanie, elle devient championne du championnat de tennis de table des clubs arabes avec son club Al Ahly (Égypte). Elle gagne les championnats nationaux égyptiens 2020 et 2021 (organisés en janvier et octobre 2021), et le premier titre lui a permis de détenir un record: celui de devenir, à l'âge de 12 ans, la plus jeune championne égyptienne en simple dames.
2022 : En 2022, elle devient double championne au tournoi des Jeunes Stars de Otočec en Slovénie (WTT Youth Star Contender Otočec) dans les catégories cadets et juniors en simple. Après ce tournoi, elle atteint son maximum au classement mondial, devenant n° 42. Lors du tournoi de la Coupe d'Afrique de la Fédération Internationale de Tennis de Table à Lagos (Nigeria), elle devient championne en simple dames, en battant à nouveau son amie plus âgée de l'équipe égyptienne Dina Al-Meshref en demi-finale et en finale Fatimo Bello du Nigeria. Après ce tournoi, elle a grimpe encore dans le classement mondial, devenant n° 33. Au tournoi des Jeux méditerranéens 2022, elle devient championne au sein de l'équipe égyptienne. Elle atteint les quarts de finale en simple, où elle s'incline face à la française Camille Lutz. Lors de ses deuxièmes Championnats d'Afrique de la jeunesse 2022 à Radès, en Tunisie, elle remporte tous ses matches et devient quadruple championne du tournoi, remportant le titre par équipe dans la catégorie cadet, le simple dans la catégorie junior, le double dames ainsi que le double mixte. Toujours en avril, elle a remporté le championnat suédois de première division par équipe avec le club d'Eslövs AI. En juin, aux Jeux méditerranéens de 2022 à Oran (Algérie), elle remporte la médaille d'or par équipes. En septembre, Hana Goda est médaillée d'or en double dames avec Alaa Yehia ainsi qu'en double mixte avec Mohamed El-Beiali, aux championnats d'Afrique de tennis de table senior à Alger. En décembre, Hana Goda remporte la médaille d'or en double mixte aux Mondiaux cadets (Championnats du Monde Jeunes) à Tunis avec le kazakh Alan Kurmangaliyev. Au total, Hana Goda est six fois championne d'Afrique chez les cadets et les juniors entre 2019 et 2022.
2023 : Elle devient en mars 2024 la plus jeune médaillée de l'histoire des Jeux africains en remportant l'or en simple dames aux Jeux africains d'Accra 2023; elle est aussi médaillée d'or par équipes dames lors de ces mêmes Jeux. En septembre, elle est sacrée championne d'Afrique en simple dames à Tunis devenant ainsi la plus jeune championne d'Afrique de tennis de table de l'histoire, à l'âge de 15 ans, et se qualifie pour les Jeux olympiques de 2024 à Paris.
2024 : En juin, elle s'illustre en emmenant à la manche décisive la Chinoise Chen Meng, alors championne olympique en titre, lors du tournoi de Chongqing (WTT Champions Chongqing 2024). En octobre, elle est médaillée d'or en simple femmes, en double femmes et par équipe aux championnats d'Afrique de tennis de table 2024 à Addis-Abeba. Toujours en octobre, elle participe au nouveau tournoi de Montpellier (WTT Champions Montpellier). Après avoir battu en 8ème de finale, 3 manches à 1, la tête de série n° 2, la chinoise Chen Xingtong N° 6 mondiale, elle s'incline en quarts de finale face à une autre chinoise CHENG I-Ching, 3 manches à 1. A l'occasion de ce tournoi, elle obtient 175 points de plus à son classement mondial et une prime bienvenue de 9,375 USD.